# Andersonville (film)
Andersonville è un film per la televisione del 1996 diretto da John Frankenheimer.

## Trama
Il primo giugno 1864, durante la guerra civile americana, una compagnia di soldati nordisti, guidati dal sergente McSpadden, sta combattendo nella battaglia di Cold Harbor, in Virginia. Durante una schermaglia i soldati vengono catturati dal nemico. I sudisti caricano i prigionieri su un treno che li porterà ad Andersonville, in Georgia. Lì i confederati hanno costruito un enorme campo prigionieri, in cui sono rinchiusi migliaia di soldati nordisti. Gli uomini dovranno sopravvivere a lungo nella prigione, lottando contro il freddo, la fame, i "Raiders" e le angherie del comandante del carcere, il capitano di origine svizzera Henry Wirz.